# Deux châteaux de la famille Lazarević à Veliko Središte
Les deux châteaux de la famille Lazarević à Veliko Središte (en serbe cyrillique : Два дворца породице Лазаревић, Велико Средиште ; en serbe latin : Dva dvorca porodice Lazarević, Veliko Središte) sont situés à Veliko Središte, dans la province de Voïvodine, dans la municipalité de Vršac et dans le district du Banat méridional, en Serbie. L'ensemble est inscrit sur la liste des monuments culturels de grande importance de la République de Serbie (identifiant no SK 1096).

## Présentation
Le fondateur de la famille Lazarević, Golub, est arrivé de Serbie en 1803. Il a obtenu un titre de noblesse avec des terres à Malo Središte et Veliko Središte en 1841 ; il y a fait bâtir deux châteaux et un parc. La famille Lazarević est restée propriétaire des lieux jusqu'en 1898,.
Le château le plus ancien, de style néo-classique, a été construit dans les années 1860 et le plus récent a été édifié à la fin du XIXe siècle et au début du XXe siècle dans un style éclectique avec des éléments néo-gothiques. Les deux édifices sont dotés d'un seul rez-de-chaussée. La symétrie de la façade principale du grand château est soulignée par un grand porche avec des colonnes doriques qui soutiennent une architrave et un grand fronton triangulaire. Le palais le plus récent est doté d'un attique en escalier et de tours d'angles.
Autour des châteaux s'étendent un grand parc et de hautes futaies avec des arbres rares.
Le grand château abrite aujourd'hui l'école élémentaire Branko Radičević, tandis que le petit château est laissé à l'abandon.